# Dârjiu
Dârjiu (deutsch Ders oder Därsch, ungarisch Székelyderzs oder Derzs) ist eine Gemeinde im Kreis Harghita in der Region Siebenbürgen in Rumänien. Zu ihr gehört außerdem noch das Dorf Mujna.

## Bevölkerung
Im Jahr 1992 hatte der Ort im engeren Sinne 847 Einwohner (vorwiegend Ungarn/Szekler), die teils dem katholischen, teils dem unitarischen Glauben angehören.

## Sehenswürdigkeiten
Die Kirchenburg Dersch wurde von der UNESCO im Dezember 1999 zum Weltkulturerbe ernannt wurde. Die Kirchenburg gehört zu den Szekler-Kirchenburgen und wurde etwa im 13. oder 14. Jahrhundert erbaut. Im 15. Jahrhundert wurde die Kirchenburg im spätgotischen Stil vergrößert und erhielt so die bis heute erhaltene Form.
Das Gebäude gehört der Unitarischen Kirche Siebenbürgen. Der Unitarianismus in Siebenbürgen war seit dem Landtag von Medgyes/Mediasch 1583 anerkannt. Der erste Bischof war Franz Davidis, ein Siebenbürger Sachse.
Die gotischen Fresken stammen aus der katholischen Zeit des Gebietes und wurden im 19. Jahrhundert entdeckt. Das Thema der Fresken ist die Ladislaus-Legende (kumanischer Einfall in Ungarn). Herzog Ladislaus I. (Cousin König Salomons) kämpfte zusammen mit König Salomon (1063–1074) gegen die einfallenden Kumanen.
Weitere bedeutende gotische Fresken in Siebenbürgen befinden sich in Ghelința (ungarisch Gelence) und in Mălâncrav (deutsch Malmkrog).

## Fresken der Kirche

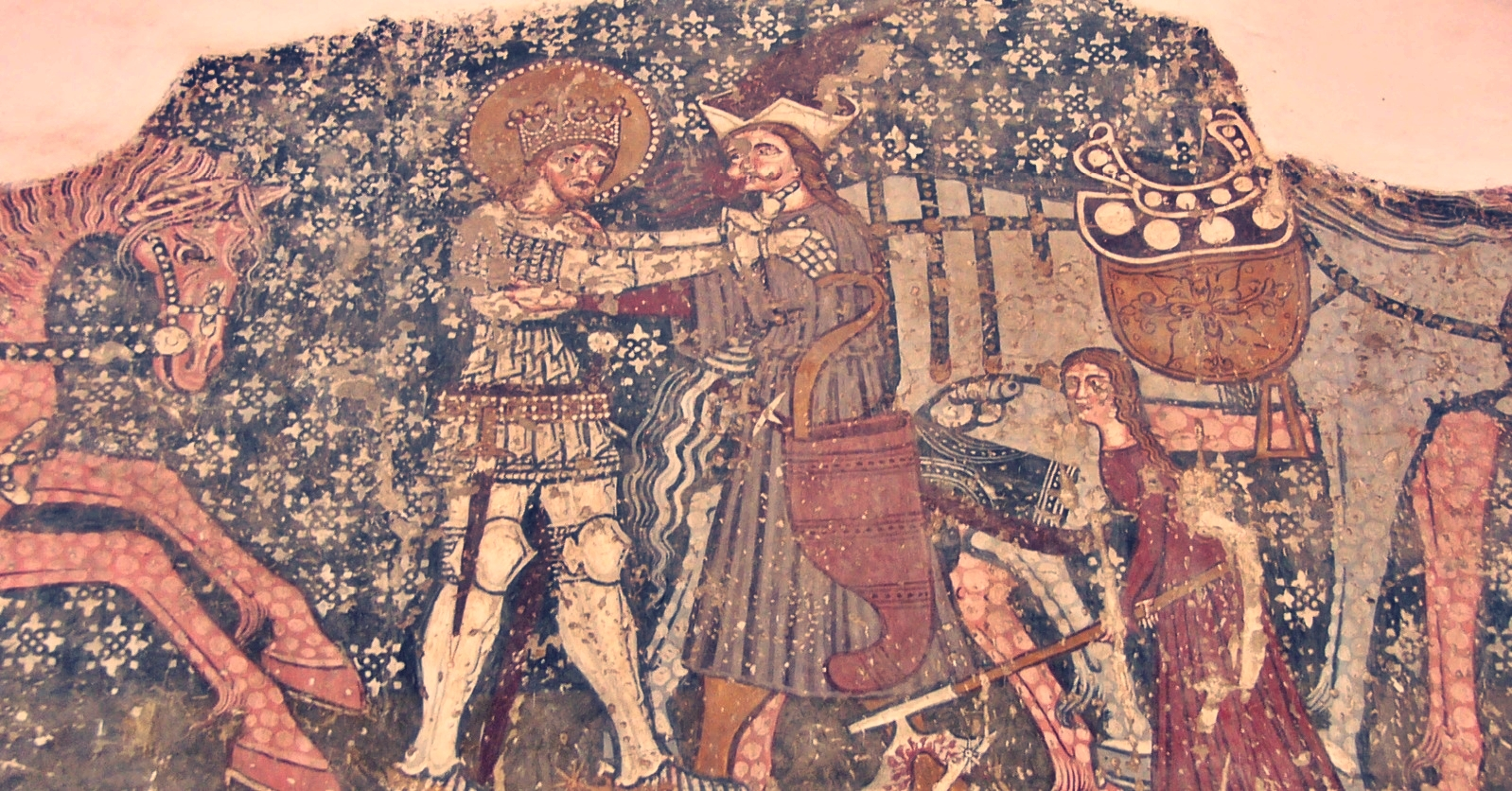
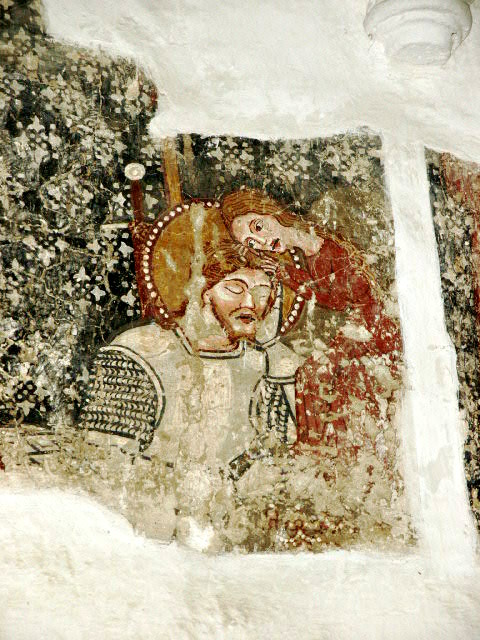
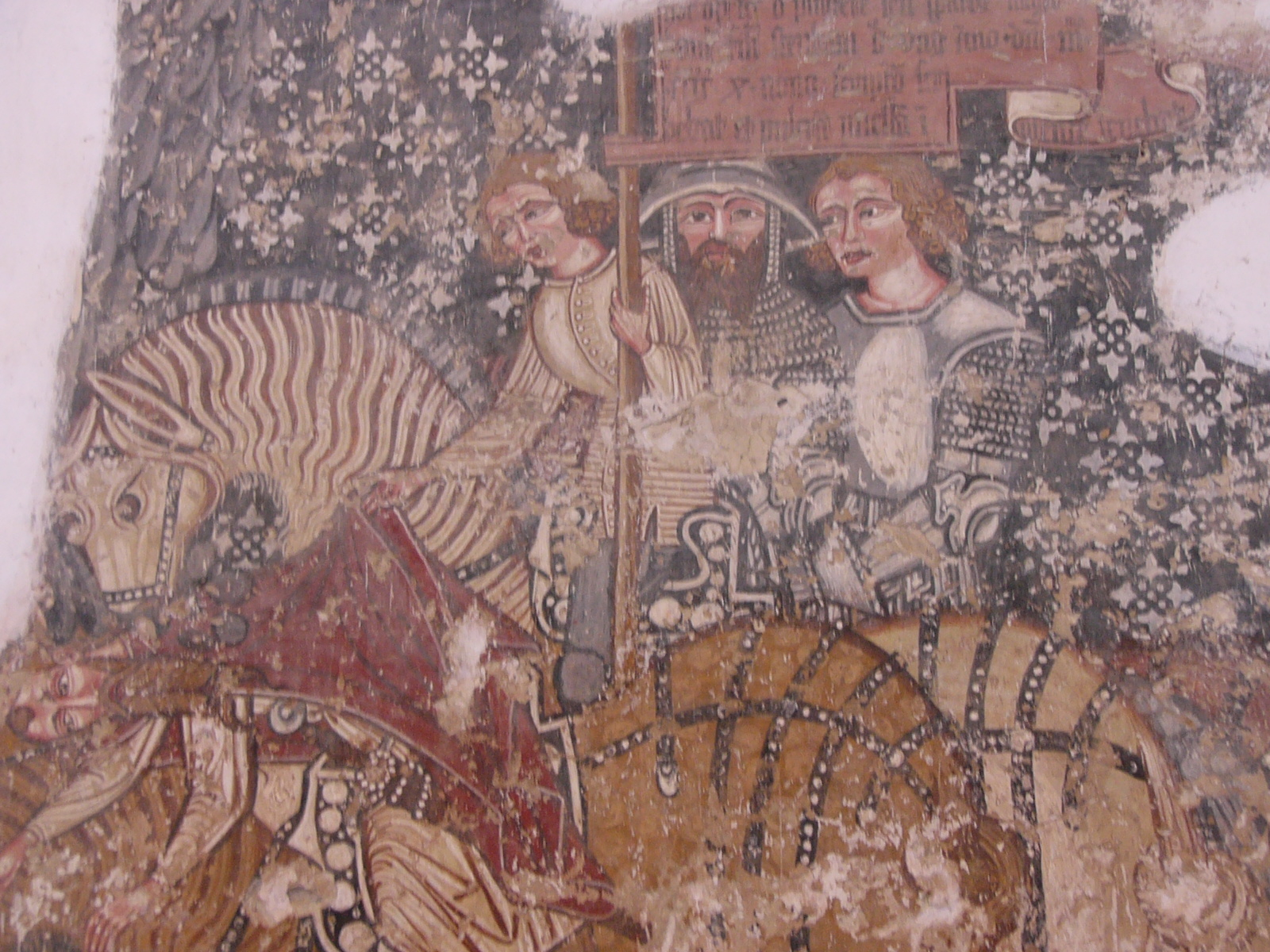
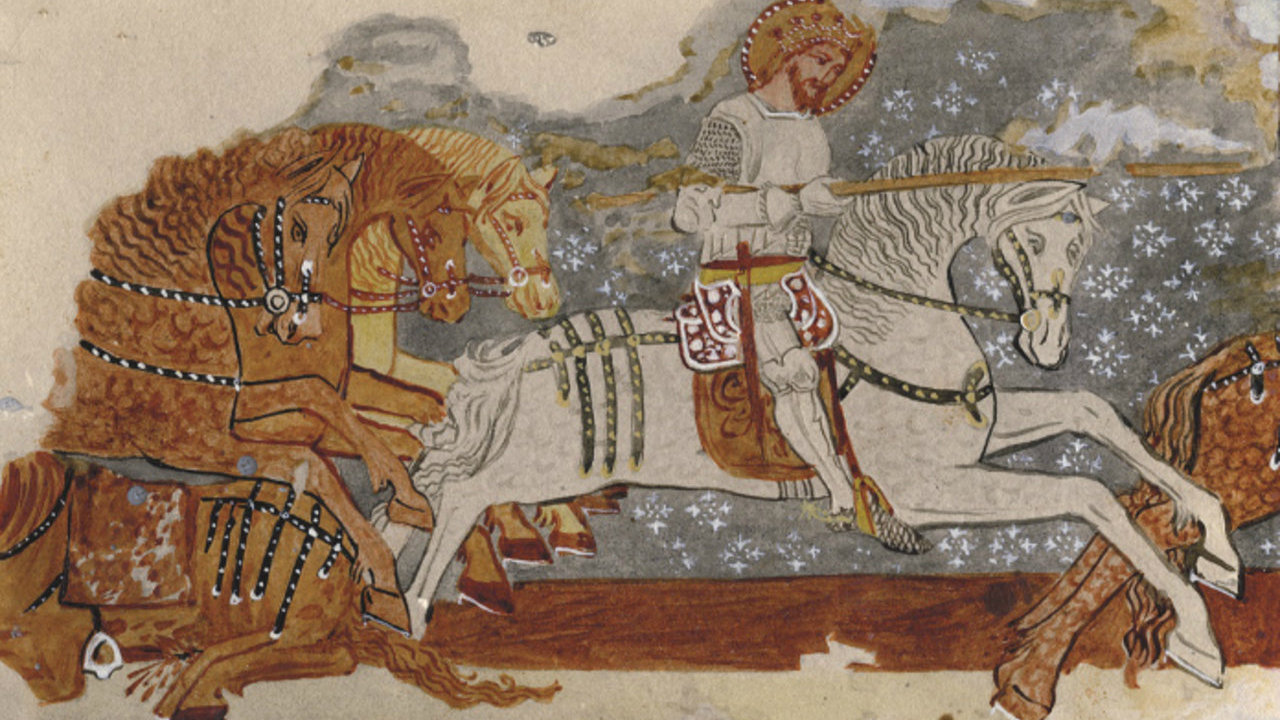